# Bengt Heyman
Bengt Heyman (Stoccolma, 26 agosto 1883 – Stoccolma, 3 giugno 1942) è stato un velista svedese, vincitore della medaglia d'argento ai Giochi olimpici di Stoccolma 1912 nella classe 8 metri a bordo dell'imbarcazione chiamata Sans Atout insieme a Emil Henriques, Herbert Westermark, Nils Westermark e Alvar Thiel.

## Palmarès
- Giochi olimpici

Stoccolma 1912: argento nella classe 8 metri.